# All These Countless Nights
All These Countless Nights è il quarto album in studio del gruppo inglese Deaf Havana. È stato pubblicato il 27 gennaio 2017 tramite So Recordings. L'album è stato pubblicato insieme alle versioni "rielaborate" delle tracce dell'album e una traccia bonus il 27 ottobre 2017.
Il primo singolo era "Sing". Ha ricevuto il suo debutto radiofonico il 10 luglio 2016 su BBC Radio 1 Rock Show È stato pubblicato l'11 luglio 2016. 
Il secondo singolo è stato "Trigger", pubblicato il 14 ottobre 2016.

## Tracce
1. Ashes, Ashes – 3:54
2. Trigger – 3:00
3. L.O.V.E – 4:46
4. Happiness – 3:51
5. Fever – 3:34
6. Like A Ghost – 3:24
7. Pretty Low – 3:54
8. England – 3:09
9. Seattle – 4:02
10. St. Paul's – 3:57
11. Sing – 3:44
12. Pensacola, 2013 – 3:47